# Port Blandford
Port Blandford es un pueblo canadiense situado en la provincia de Terranova y Labrador.

## Superficie
Port Blandford tiene una superficie de 51 km².

## Demografía
En 2021, tenía 513 habitantes, una densidad poblacional de 10,1 hab./km², y 398 viviendas.